# Rebekah Staton
Rebekah Staton (Stoke-on-Trent, 1981) es una actriz británica. Creció en Staffordshire, asistió a la Wolgarston High School y estudió teatro en la Real Academia de Arte Dramático.
Entre sus apariciones televisivas se cuentan la serie Doctor Who, y el personaje de la cocinera Althea en la 2ª temporada de la serie Roma. También es la protagonista de la serie cómica Pulling. También ha aparecido en episodios de The Amazing Mrs. Pritchard, State of Play y la película Bright Young Things.
También ha tenido papeles teatrales en la obra Playing with Fire de David Egar en Royal National Theatre´s Olivier (septiembre y octubre de 2005).